# Egerág
Egerág (németül: Egrad, horvátul: Egrag, Jegrag) község Baranya vármegyében, a Pécsi járásban.

## Elnevezései
Németül Egerág neve Egrad. Horvátul két alakot használnak: Egrag (szemelyiek elnevezése) ill. a Jegrag (lothárdiak elnevezése).

## Fekvése
Pécstől délkeletre fekszik; a szomszédos települések: észak felől Kozármisleny, északkelet felől Szemely és Lothárd, kelet felől Peterd, délkelet felől Kisherend, dél felől Vokány, délnyugat felől Szőkéd, északnyugat felől pedig Pécsudvard.

### Megközelítése
Legfontosabb közúti megközelítési útvonala a Pécstől Siklósig húzódó 5711-es út, ezen érhető el mindkét végponti város irányából. Az út a község lakott részeitől északkeletre halad el, a központon csak az 57 112-es számú mellékút halad végig. Szemellyel az 57 129-es számú mellékút köti össze.
Vasútvonal nem érinti, bár a nyugati határától alig pár száz méterre húzódik a Pécs–Mohács-vasútvonal nyomvonala; utóbbin a legközelebbi vasúti csatlakozási lehetőség Szőkéd megállóhely.

## Története
A történészek adatai szerint Egerág területén már a rézkorban is éltek emberek. Az ún. Balatoni csoport tagjainak nyomait, tábortüzük, eszközeik maradványait megtalálták. A római korból a jelenlegi falu határában lévő Rögződ völgyben, a Kóka patak partján 2000 körül – szántás során – egy villa maradványaira bukkantak (a feltárást a Janus Pannonius múzeum végezte). Légfűtési rendszerét fedezték fel, melynek teljes feltárására pénzhiány miatt nem került sor. Az avar kor két teljesen ép téglasírt hagyott ránk, melyben Fausta császárnő pénzérméjét, ruhadíszeket, övcsatokat találtak. 
A legrégebbi írások 1332-ből maradtak fenn. Eszerint a falut Negernek hívták. 1333-ban a baranyai főesperesség részeként említik a települést, ahol működő plébániájáról tesznek említést. Ezt a pápai tizedjegyzék is megerősíti. A falunév mai alakját 1542-ben a pécsi püspökség részeként említik először1542-ben a tizedjegyzék szerint a falu a pécsi püspök birtoka 10 portával. A püspök fel is vette az adót. 1554-ben a pécsi nahie (kerület) fejadódefterében 21 házzal szerepel. Lakói ekkor már magyarok. 1557-ben említik a katolikus papját. 1565-ben Egerág 10 házzal szerepel az adójegyzékben. 1582-ben már 28 házzal szerepel.
A török hódoltság korában a falutól délre eső irányban egy katonai központ volt a törököknek. Lélekszáma gyarapodik. A falu tulajdonosa Olaj bég is itt lakott. Olaj bégnek 1 ház után 45 koronát kellett fizetni 2-3 fontnyi vajat évente, ezeken kívül kellett a földjein szántani, kaszálni és fát vágni. A török császárnak így  évente 6 forintot kellett leszállítani . A hódoltság idejében az unitárius vallás amit akkor arián vallásnak hívtak - volt elterjedve és Egerág népe is ezt a vallást követte. A falu még Zrínyi Batthyány és Pálffyi birtok.   Külön érdekesség – írásos emlékek alapján nyomon lehet követni –, hogy a Nyúl család túlélte a török kort, sőt napjainkban is élnek ilyen vezetéknevű családok a faluban. A török kiűzését követő első házösszeírások alapján tudjuk, hogy 1695-ben 21 család lakta.
1703-ban Egerágon ismét önálló plébánia létesül, majd 1730-ban római katolikus elemi iskolát alapítanak a községben. A falu életében jelentős eseménynek számított, hogy 1769-ben új templom építése kezdődött, melyet 1774-ben Sarlós Boldogasszony napján szenteltek fel.
Középkori írásokban „hagyományosan magyar" településként említik. A lakosság vallását tekintve 90%-ban római katolikus, a fennmaradó közösség megoszlik a református és más vallások között.

## Közélete

### Polgármesterei
- 1990–1994: Németh János (független)[5]
- 1994–1998: Németh János (független)[6]
- 1998–2001: Kiss Jenő (független)[7]
- 2001–2002: Ifj. Hegyi Győző (független)[8][9]
- 2002–2006: Ifj. Hegyi Győző (független)[10]
- 2006–2010: Hegyi Győző (független)[11]
- 2010–2014: Hegyi Győző (Fidesz-KDNP)[12]
- 2014–2019: Hegyi Győző (Fidesz-KDNP)[13]
- 2019–2024: Rácz János (független)[14]
- 2024– : Rácz János (független)[1]

A településen 2001. szeptember 23-án időközi polgármester-választást tartottak, az előző polgármester lemondása miatt, de a területi választási bizottság a választás eredményét megsemmisítette, és a választást egy héttel később megismételtette, akkor már eredményesen.

## Népesség
A település népességének változása:
| Lakosok száma | 950  | 954  | 968  | 892  | 903  | 938  | 933  | 946  |
|               | 2013 | 2014 | 2015 | 2019 | 2021 | 2022 | 2023 | 2024 |

A 2011-es népszámlálás során a lakosok 92,9%-a magyarnak, 1,5% cigánynak, 0,7% horvátnak, 3,6% németnek, 0,4% szlovénnek mondta magát (7% nem nyilatkozott; a kettős identitások miatt a végösszeg nagyobb lehet 100%-nál). A vallási megoszlás a következő volt: római katolikus 61,8%, református 5%, evangélikus 2,2%, görögkatolikus 0,5%, felekezeten kívüli 12,7% (16% nem nyilatkozott).
2022-ben a lakosság 90,8%-a vallotta magát magyarnak, 3,2% németnek, 1,7% horvátnak, 1,2% cigánynak, 0,3% szlovénnek, 0,2% szerbnek, 0,1-0,1% lengyelnek, bolgárnak és ukránnak, 2,2% egyéb, nem hazai nemzetiségűnek (8,5% nem nyilatkozott; a kettős identitások miatt a végösszeg nagyobb lehet 100%-nál). Vallásuk szerint 41,3% volt római katolikus, 4,5% református, 1,5% evangélikus, 0,5% görög katolikus, 0,1% ortodox, 0,1% egyéb keresztény, 1,2% egyéb katolikus, 16,8% felekezeten kívüli (33,9% nem válaszolt).

## Nevezetességei

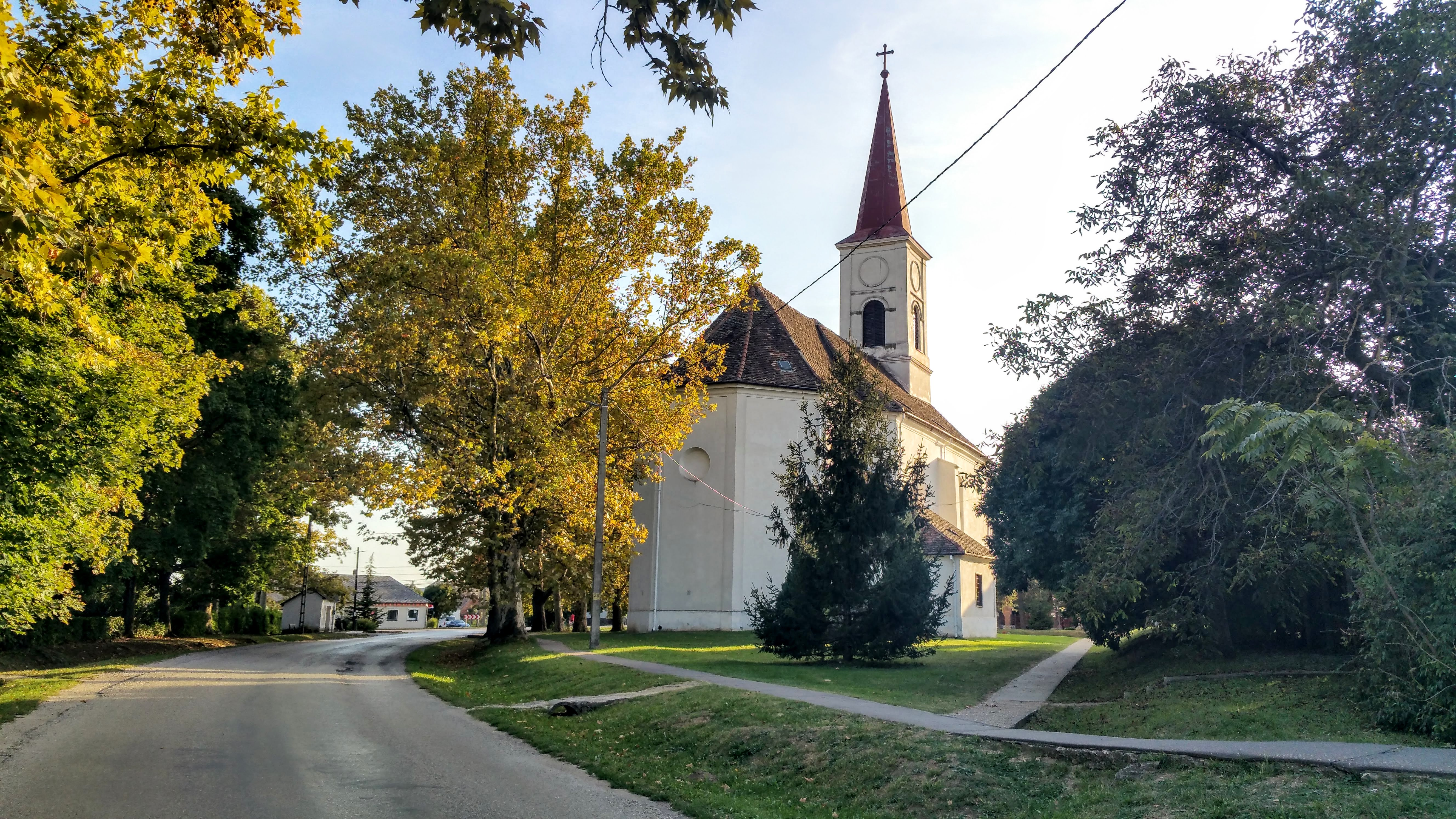
római katolikus templom

- Római katolikus temploma - 1774-ben épült.

## Testvértelepülés
- Csúza, Horvátország